# كتالونيا عبر التاريخ
عمرت منطقة كتالونيا التي تمتاز بحكم ذاتي وجنسية منفردة خلال العصر الحجري القديم الأوسط. واحتلها الإيبيريون وأهل اليونان كسائر المناطق المطلة علي البحر المتوسط من شبه جزيرة إيبيريا، وتم إنشاء المدن القرطاجية علي الساحل، وسبق كل ذلك الغزو الروماني للمنطقة.

## نبذة
كانت الأراضي المشكلة لإقليم كتالونيا الحالي عبارة عن الجزء الأول الذي احتله الرومان من هسبانيا وبعد ذلك توالى انضمامها إلى ممالك وسلطات مختلفة، فبعد سقوط الإمبراطورية الرومانية الغربية أصبحت تلك الأراضي تحت سيطرة مملكة القوط الغربيين. ثم أصبحت جزء من الأندلس الإسلامية بعد سيطرة الموريون عليها في عام 718 ميلادية. واستطاعت إمبراطورية الفرنجة أن تستولي علي أراضي كتالونيا من جديد بعدما شنت حملات ممتالية علي مناطق سيطرة المسلمين بداية بغزو روسيون في عام 760 ميلادية وانتهاءا بغزو برشلونة في عام 801 ملادية. وكان هدف تلك الحملات توسيع مناطق السيطرة المسيحية أمام المقاطعات الإسلامية المعروفة بالتغر الإسباني.
وبمرور الوقت سيطر المسيحيون علي تلك الأراضي (التي تشكل كتالونيا)، ولايرجع الفضل في ذلك إلي الفرنجة وزحفهم الإسباني فقط، بل يرجع الفضل أيضا إليمملكة أراغون. وتولت مملكة أراغون (إدارتها مكونة من: كونت برشلونة وملك أراغون وولائهم إلى تاج أراغون) حكم هذه الأراضي في ذلك الحين. وساهمت مقاطعة برشلونة في تطوير جيش أراغون وخاصة القوات البحرية. ونتيجة لكونها جزء من أراغون، ازدهرت اللغة الكاتالانية وزاد انتشارها جنوبا مع ضم أراضي جديدة لسلطة أراغون مثل فالنسيا وجزر البليار وسردينيا وصقلية ونابولي وأثينا. وكان حكام برشلونة ممتنين لسماح مملكة أراجون بالوجود الكتالوني في حدودهم. وتمسكت الأقلية الكتالونية بلغتهم وازدهرت ثقافتهم خلال العصور الوسطى.
دعم زواج فرناندو الثاني ملك أراغون وإيزابيلا الأولى ملكة قشتالة في عام 1469 ميلادية فكرة التاج الإسباني الموحد حيث سقطت في عام 1492 آخر إمارات المسلمين في شبه الجزيرة الإيبيرية وهي إمارة غرناطة. وتلى بدء الإستعمار الإسباني للأمريكتين تحول السلطة السياسة من أراغون إلى قشتالة.
استطاعت مملكة أراغون والمقاطعة الصغيرة المسماة بميناء برشلونة الحفاظ علي قوانينهم الخاصة ولغتهم (أي اللغة الكتالونية واللغة الأراغونية) لفترة طويلة من الزمن. وظلت كتالونيا مجرد جزء من مملكة أراغون حتى مجيء آل بوربون الجدد، حيث استطاعوا تأمين عرش إسبانيا خلال حرب الخلافة الإسبانية (1702-1714 ميلادية) وحولوا مقاطعات تاج أراغون السابق إلي مقاطعات تابعة لتاج قتشالة بعد الحرب. وخلال الحرب، دعمت كتالونيا أحد أفرادآل هابسبورغ من الفرع النمساوي (بعد الحنث بيمين الولاء لفليب الخامس أول حاكم من بوربون لإسبانيا منذ عام 1702). وبعد استسلام القوات الكتالونية في 11 من سبتمبر 1714 ميلادية، سن فيليب الخامس مراسيم نويفا بلانتا التي حظرت الحقوق  الكتالونية ومؤسساتها السياسية بالإضافة إلي دمج إدارة كتالونيا لتصبح جزء من تاج قشتالة. وبالرغم من كل هذه الإجراءات، حكم آل بوربون سمح بتطبيق قانون كتالونيا المدني وجرد ملك إسبانيا الجديد فيليب الخامس سليل آل بربون كل ممالك إسبانيا القديمة من امتيازاتهم بما في ذلك تاج أراغون وكتالونيا ماعدا منطقة إقليم الباسك. واقتداءا بفرنسا، وحد فيليب الخامس نظام الإدارة والتشريع عبر إسبانيا وقدم للمجتمع القانون السالي وأسس الأكاديمية الملكية الإسبانية في عام 1714 وأدي ذلك إلي انحدار اللغة الكتالونية كلغة أدب أو تعاملات حكومية. وعلي الصعيد الاقتصادي، شهدت كتالونيا نموا تجاريا في أواخر القرن الثامن عشر عندما أنهى آل بربون احتكار قشتالة للتجارة مع المستعمرات الإسبانية في أمريكا، وتبع ذلك مرحلة من الاضطراب السسياسي والاقتصادي في بدايات  القرن التاسع عشر نتيجة لحرب نابولي في إسبانيا، وفي النصف الأخير من القرن التاسع عشر، أصبحت كتالونيا مركزا صناعيا مهما.
لم تكن أمور الحكم الذاتي في كتالونيا مستقرة طوال الوقت، حيث أنها خلال الثلث الأول من القرن العشرين تمتعت أحيانا بسلطات عالية أحيانا تم الانتقاص من سلطاتها كسائر مناطق الحكم الذاتي في إسبانيا، واستمر ذلك حتي وافقت الجمهورية الإسبانية الثانية علي الحكم الذاتي للمناطق المعهود عليها ذلك، وتضمنت هذه الموافقة حكما ذاتيا لكتالونيا واستعمال لغتها بشكل رسمي. وعلي خطى مدريد، قاتلت كتالونيا ومنطقة الباسك ومعظم أجزاء إسبانيا بضراوة من أجل الدفاع عن الجمهورية الإسبانية خلال الحرب الأهلية الإسبانية المدمرة (1936-1939). ولكن مع انصار قوات اليمين بقيادة فرانسيسكو فرانكو وهزيمة الجمهورية الإسبانية، انحل الحكم الذاتي.
الحياة في إسبانيا خلال سنين ما بعد الحرب الأهلية كانت قاسية، حيث كانت البلد مدمرة ومحرومة من التجارة العالمية بسبب حركة المقاطعات، ولذلك عانت كتالونيا معاناة شديدة لكونها مركز تجاري وصناعي. كانت خطوات الإصلاح الاقتصادي بطيئة جدا ولم يصل الاقتصاد الإسباني لظروف ما قبل الحرب (ظروف عام 1936) إلا في منتصف خمسينيات القرن العشرين.وخلال الفترة من عام 1959إلي عام 1974.عايشت إسبانيا ثاني أسرع فترات النمو الاقتصادي عالميا فيما عرف بالمعجزة الإسبانية، وازدهرت كتالونيا كنتيجة لازدهار ظروف إسبانيا حيث أنها أكثر المناطق السياحية والصناعية أهمية في إسبانيا. طويت صفحة الحكم الديكتاتوري في إسبانيا بموت فرانكو في عام 1975وفي عام 1978 صوتت كتالونيا بأغلبية ساحقة علي الدستور الديموقراطي الجديد لإسبانيا الذي يعترف بحكمها الذاتي ولغتها.

## فترات ما قبل التاريخ في كتالونيا

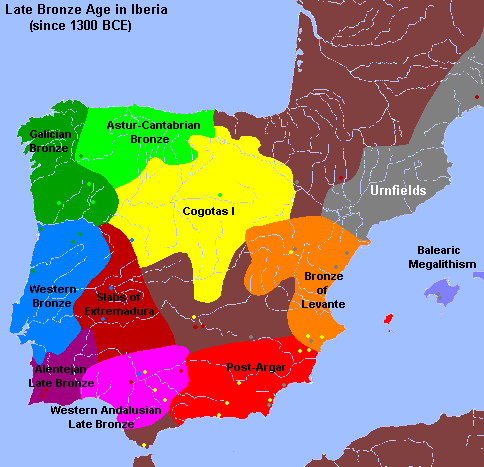
ثقافة أورنفيلد في شمال شرق إيبيريا, أواخر العصر البرونزي, 1300 قبل الميلاد

ظهرت أول المستوطنات البشرية في كتالونيا خلال العصر الحجري القديم الأوسط، حيث أن أقدم أثر تم العثور عليه في مدينة بانيولاس كدليل علي الوجود البشري كان عبارة عن فك سفلي. ووصفت بعض المصادر أن هذا الفك يعود لما قبل الإنسان البدائي (نياندرتال) قبل حوالي 200.000 سنة، واقترحت مصادر أخرى أن عمر هذا الأثر لا يتعدى ثلث المدة السابق ذكرها. ومن المناطق التي عثر فيها  علي آثار لفترة ما قبل التاريخ، كهوف موليت ديل فاليس (سيرينيا  - بلا ديل استان) وكهف كاو ديل دوك في جبل مونتغري، والموقع الأثري بريوس فورن دي سوغرانيس ومواقع بلدية كابيلادس أما عن آثار العصر الحجري القديم الأعلي فتوجد في ريكلاو فيفير وكهف أربريدا ولابورا غران دين كاريراس في سيرينيا وكاو دي ليس غوغس (كاو بمعنى كهف) في سان خوليان دي راميس.و تم العثور علي  آثار من الفترات التالية (الفترة مابين العصر الحجري القديم الأعلى والعصر الحجري الحديث / العصر الحجري المتوسط) في سانت غريغوري بفالست والفيلادور بقرية مارجيليف دي مونتسانت (مابين 8000 قبل الميلاد و 5000 قبل الميلاد).
بدأ العصر الحجرى الحديث في كاتالونيا حوالى 4500 قبل الميلاد، بالرغم من بطئ السكان في تطوير المستوطنات الثابتة أكثر من أي أماكن أخرى، وذلك بفضل وفرة من الأخشاب والتي سمحت بإستمرار ثقافة الجني الأساسية. ويعتبر أهم آثار العصر الحجرى الحديث في كاتالونيا: كهف قرع الناقوس (مورا) وكهف جران وفريدا (منتسرات) وملاجئ كوجال واولديكونا.
بدأت فترةالعصر النحاسي في كاتالونيا تتطور بين 2500 و1800 قبل الميلاد، مع بدء تشييد النحاس. كما أن العصر البرونزى كان بين 1800 و700 قبل الميلاد.ومازال هناك عدد قليل من بقايا هذا العصر البرونزي وايضا بعض المستوطنات المعروفة في المنطقة المنخفضة. وهذا العصر أيضا تزامن مع وصولالأوروبيون ذات الأصل الهندي وذلك عبرثقافة أورنفيلد، والتي موجاتها المتتالية من الهجرة بدأت في 1200 قبل الميلاد. وكان هناك مسؤولون عن إنشاء المستوطنات الحضرية الأولي. حيث بدأ عصر الحديد في كتالونيا في منتصف القرن السابع قبل الميلاد.

## ظهور الثقافة الأيبرية

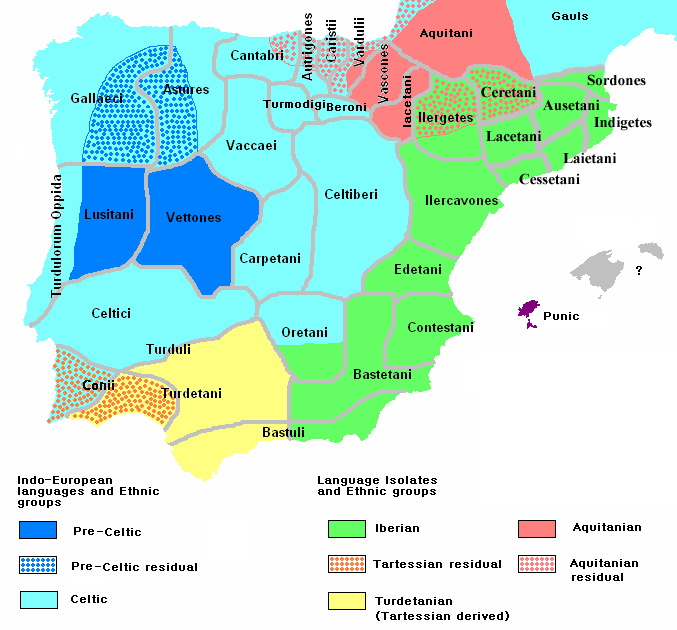
الأعراق في ايبيريا قبل الغزو الروماني ، 220 قبل الميلاد

ظهرت ثقافة استخدام الحديد لأول مرة في شرق إيبريا في القرن الثامن قبل الميلاد. أما في القرن الخامس قبل الميلاد، الحضارة الايبرية في العصر الحديدي أصبحت على الجانب الشرقى من شبه جزيرة إيبريا. وما هو الآن فيما يعرف بإقليم كتالونيا كان في الأساس منزل للعديد من القبائل الأيبرية المميزة: قبائل الإنديجيتس  في ألتإمبوردا والسيرتانيين في سيردانيا والأيرسونيين في فال دارن. في هذا الوقت، مدينة التجارة اليونانية في ايمبورييس (وهي مركز تجاري) قد وجدت علي ساحل المدينة اليونانية فوكايا في القرن السادس قبل الميلاد.

## الفترات الرومانية (200 قبل الميلاد- 200 بعد وفاه السيد المسيح)

الغزو الروماني وشكل مقاطعات هسبانيا

الحروف اللاتينية أضافت مرحلة ثانية متميزة للتاريخ الكتالوني القديم. وصل كورنيليوس سكيبيو الأصلع في 218 قبل الميلاد بهدف قطع مصادر المؤن عن جيش هانيبال القرطاجى خلال حرب البونيقية الثانية حرب البونيقية الثانية. بعد هزيمة القرطاجيين وهزيمة مختلف القبائل الايبيرية التي انتفضت ضد الروم، تعد فترة 195 قبل الميلاد قد شهدت الإنجاز الفعال للفتح الرومانى للإقليم واصبحت كتالونيا والحروف اللاتينية معا جديا. كما أن مختلف القبائل انهمكت في الثقافة الرومانية المشتركة وفقدت سماتها المميزة، بما في ذلك الاختلافات في اللغة.
معظم ما هو الآن كاتالونيا كان قديما جزءا من المقاطعة الرومانية لهسبانيا. بعد27 قبل الميلاد، أصبحت جزءا من تاراكونسيس والتي كانت عاصمتها تاراكو (الآن طراغونة). وهناك مدن هامة أخرى في العصر الرومانى وهم لاردة (ليدا) وطرطوشة وغيروندا (غيرونا) فضلا عن موانئ ايمبورييس (المنطقة التجارية الرئيسية) وبرشينو (برشلونة). فيما يخص باقي هسبانيا، قد تم تطبيق القانون اللاتيني لجميع المدن في عهد الأمبراطور فسبازيان (69- 79 بعد الميلاد)، بينما تم منح المواطنة الرومانية لكل اشخاص الإمبراطورية الأحرار بموجب فرمان كاراكلا (212 بعد وفاه السيد المسيح) (طراغونة، العاصمة، كانت بالفعل مستعمرة تابعة للحكم الروماني 45 قبل الميلاد).فقد كانت مقاطعة زراعية غنية (زيت الزيتون ونبات الكرمة والقمح) كما أن القرون الأولى للامبراطورية شهدت تشييد الطرق (أهمها شارع أغسطس، وهو محاذي لساحل البحر المتوسط) والبنية التحتية مثل قنوات المياه.

## من اواخر العصور القديمة إلى الإقطاع (200-1100)

### دور المسلمون والقوط الغربيون
أثرت ازمة القرن الثالث علي الامبراطورية الرومانية بأكملها وتاثيرا خطيرا على اقليم كاتالونيا، حيثما يوجد ما يدل على وجود مستويات كبيرة من الدمار وهجرالفيلات  الرومانية. وهذا يعد أول أدلة مستندية تثبت ظهور المسيحية واعتناق الديانة المسيحية، كما تم توثيقها في القرن الثالث وقد اكتملت في المناطق الحضرية في القرن الرابع. وعلى الرغم من أن اسبانيا الرومانية ظلت تحت الحكم الرومانى ولم تقع تحت حكم الوندال والشؤابيون والانس في القرن الخامس، فالمدن الرئيسية عانت من الطرد المتكرر وبعض. بينما تظهر الأدلة الأثرية انتعاش بعض النوي الحضرية مثل برشينو (برشلونة لاحقا) وطرغونة وغيروندا (غيرونا). حيث لم يتم استعادة الوضع السابق: حيث أبحت المدن أصغر حجما وتم نشييد الجدران الدفاعية.
سيطر القوط الغربيون بقيادة أتولف علي  تاراكونينسه (حوض إبرو.410)، وكان ذلك جزءا من خطة الغزو الروماني بواسطة القبائل الجرمانية، وفي عام 475 شكل الملك القوطي اويريكو مملكة تولوسا في نطاق مدينة تولوزتولوسا الحديثة، لتكون معادلة لكتالونيا. فيما بعد، خسرت المملكة القوطية الغربية معظم أراضيها شمال بيرينيه وحولت عاصمتها إلى طليطلة. استمرتمملكة القوط الغربيين من هيسبانيا حتى أوائل القرن الثامن، حيث وصلت قوات الفتح الإسلامي للأندلس إلى الجزء الشمالي الشرقي من شبه الجزيرة، وفي عام 720 وقعت بعض الاشتباكات المهمة (في سرقسطة، وربما برشلونة)، وسقط ناربون على يد القوات العربية البربرية المشتركة، وتلا ذلك غزو بقايا مملكة القوط الغربيين، كسبتمانياوسقوط نيم في عام 725.و توفي آخر الملك القوطي الغربي أرداباستوس في مسرح الحرب عام 721.

### الفتح الكارولنجي

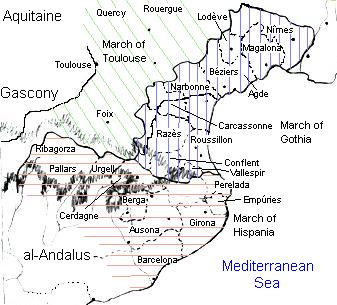
في النصف الثاني من القرن التاسع عشر ، كانت هناك ثلاثة تقسيمات سياسية (الحدود) موجودة في جبال البرانس الشرقية: تولوز (باللون الأخضر) ، وغوتا (باللون الأزرق) ، وهسبانيا (باللون الوردي).

عمدت إمبراطورية الفرنجة إلى إنشاء مناطق عازلة من المقاطعات المسيحية لتكون حد فاصل بينها وبين المد الإسلامي، وذلك بعد صد هجمات المسلمين إلي وخير دليل علي ذلك معركة بلاط الشهداء في عام 732 ميلادية، تمركزت المقاطعات المسيحية في الجنوب فيما يعرف بالثغر الإسباني، وأول مقاطعة غزاها المغاربة كانت سبتمانيا والتي أصبحت بعد ذلك روسيون (وفالسبير ضمنها أيضا) وتلي ذلك غزو أربونة عام 759 ميلادية.

في عام 785 تم أخذ مقاطعة جيرونا (مع بيسالو) على الجانب الجنوبي من جبال البرانس. ارتبط ريباجورزا وبالارز بتولوز وتمت إضافتهما إلى هذه المقاطعة حوالي 790. تمت إضافة اورجيل وسيردانيا في 798. السجلات الأولى لمقاطعة الامبراطوريات (مع بيريلادا) هي من 812 لكن كانت المحافظة على الأرجح تحت سيطرة الفرنجة قبل 800. بعد سلسلة من النضالات، أخذ لويس تشارلمان ابن تشارلمان برشلونة من أمير مغاربي في عام 801 وأنشأ مقاطعة برشلونة.

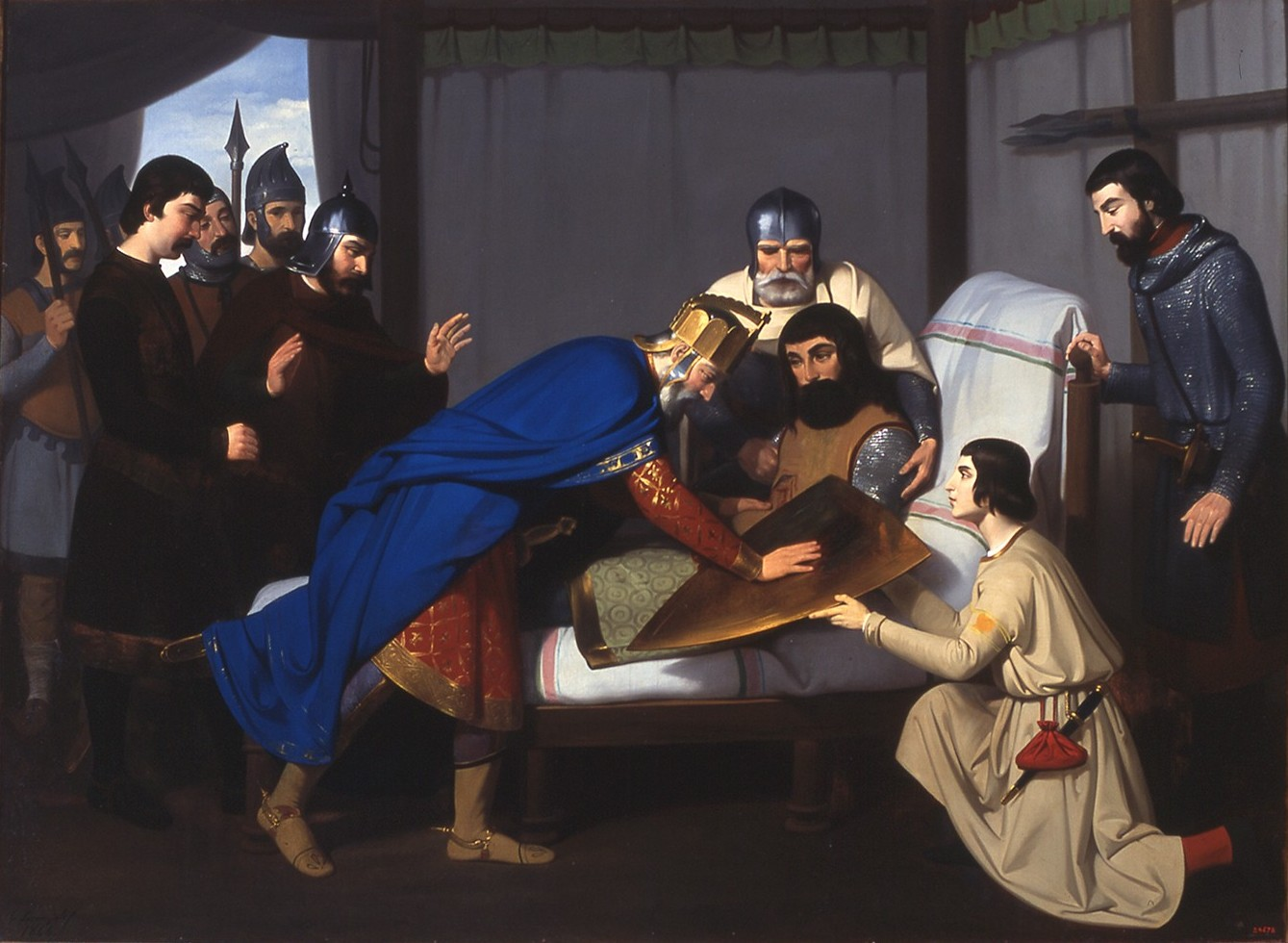
(أصل) شعار مقاطعة برشلونة ، من قبل كلاودي لورينزالي.

كانت تعدادات ماركا هيسبانيا مناطق صغيرة نائية، يحكم كل منها بأميال أقل مع الخدم المسلحين، الذين كانوا يدينون بالولاء من خلال الكونت إلى الإمبراطور، أو لخلفائه الكارولنجيين وأوتونيين.
في نهاية القرن التاسع، عيّن العاهل الكارولينجيّ شارل الأصلع ويلفريد المشّعر - وهو سليل نبيل من عائلة كونفلينت وابن الكونت السابق لبرشلونة سوني فريد الأول - كونت سيردانيا وأورغيل (870). بعد وفاة تشارلز (877)، أصبح ويلفريد كونت برشلونة وبرونا (878) أيضًا، والتي جمعت الجزء الأكبر مما كان لاحقًا ليصبح الإقليم الكاتالوني، وعلى الرغم من وفاته، تم تقسيم المقاطعات بين أبنائه مرة أخرى. باستثناء فترة وجيزة واحدة حيث واصل برشلونة وجيرونا وأوسونا توحيدها تحت حساب واحد. ونتيجة لذلك، جعل ويلفريد عنوانه الوراثي وأسس سلالة دار برشلونة التي حكمت كاتالونيا حتى عام 1410.

### صعود وهبوط حال القرويين
خلال القرن العاشر، أصبحت أعداد الكاتالونية مستقلة بشكل متزايد عن حكام كارولينجيان. لقد انهار فيلتلي بالكامل عندما أصبح العدد الذي حصل عليه بوريل الثاني رسميًا في عام 987 عندما فشل كابت في أداء الولاء له - أول ملك كابيتي للمملكة الفرنسية الناشئة. في تلك السنوات، بدأ سكان المقاطعات الكاتالونية في الزيادة للمرة الأولى منذ الغزو الإسلامي. خلال القرنين التاسع والعاشر، أصبحت المقاطعات على نحو متزايد مجتمعًا من الأهل وأصحاب الفلاحين في المزارع الصغيرة التي تعتمد على الأسرة والذين عاشوا في زراعة الكفاف ولم يدينوا بأي ولاء  الي إقطاعي رسمي.
تميّز القرن الحادي عشر بتطور المجتمع الإقطاعي، حيث شكلت الأميال روابط لخضوع هذا الفلاح المستقيل سابقا. كانت السنوات الوسطى من القرن تتميز بحرب طبقية ضارية. تم إطلاق العنان للعنف السائد ضد الفلاحين، باستخدام أساليب عسكرية جديدة، على أساس التعاقد مع الجنود المرتزقة المسلحين جيدا على الخيول. بحلول نهاية القرن، تم تحويل معظم الألين إلى أتباع. تزامن هذا مع إضعاف قوة التهم وتقسيم المسيرات الإسبانية إلى عدد أكبر من المقاطعات، التي أصبحت تدريجياً دولة إقطاعية قائمة على حشود معقدة وتبعيات. من وقت انتصار ريموند برانجيه الأول على التهم الكاتالونية الأخرى، وقفت تهم برشلونة بثبات كصلة في شبكة من الولاء بين التهم الكاتالونية والتاج

#### كتالونيا أصل التسمية
كتالونيا تم توثيق مصطلح «كاتالونيا» لأول مرة في سجل مبكر في القرن الثاني عشر في أمريكا يدعى «ليبر مايوليتشينوس»، حيث يُشار إلى ريموند برانجيه الثالث، كونت برشلونة بأبطال الكتلانية، وعامل الكتل الكاتالونية، والكتالوج الكاتالوني بعض المخطوطات تشير إلى أن كاتالونيا (لونا القوطيه اللاتينية) القوط أو (القوطية)، «أرض القوط»، منذ نشأة الكاتالونية التهم، اللوردات الناس وجدت في القديم آذار / مارس من قوط المعروف بالقوطي، من حيث غوتلاند > غوتلانديا > غوتلانيا التي اشتقت منها كتالونيا من الناحية النظرية. خلال العصور الوسطى، ادّعى المؤرخون البيزنطيون أن كاتالانيا مشتقة من عصب القوط المحلي مع آلان، التي كانت في البداية قاتلة ألانيا. [4] بدلا من ذلك، قد يأتي الاسم من كلمة «كتالان» (سكان القلعة) حيث أن المنطقة تحتوي علي تحصينات كثيرة.. الي جانب ذلك يمكن الحصول بسهوله علي أسماء كتلونيا وكتالان مشيرين الي المنطقة الجغرافية وسكانها المرتبطين بأهل لادغوك كاتالونيا

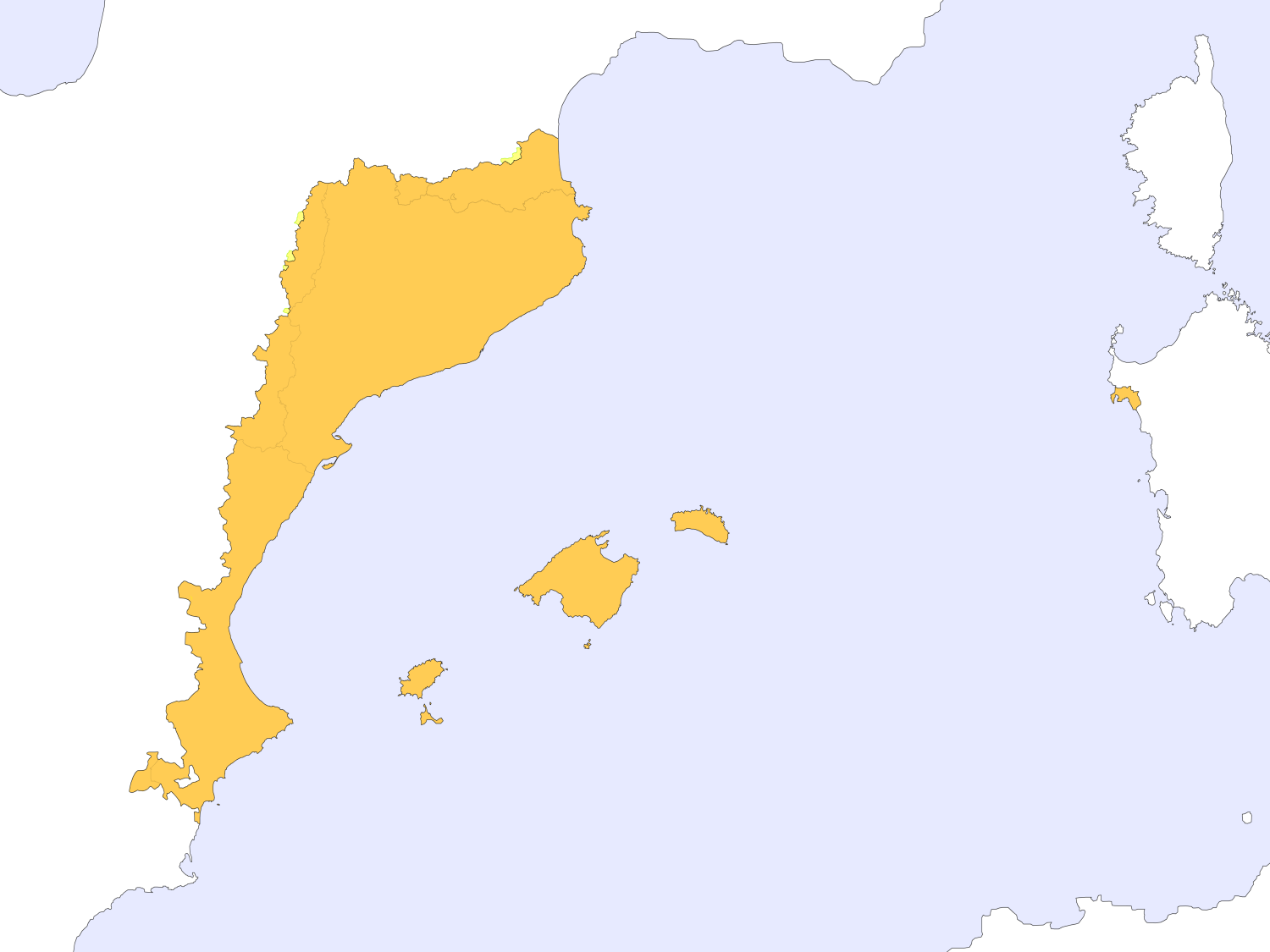
مناطق لغة كتالونية.

#### مابين كتالونيا وقشتالة وأراغون

##### الاتحاد مع أراغون
حتى منتصف القرن الثاني عشر، حاولت التكرارات المتتالية لبرشلونة توسيع نطاقها في اتجاهات متعددة. أدرج ريموند برانجيه الثالث مقاطعة بيسالو، وهي جزء من مقاطعة ايمبورييس، وكل من مقاطعة سيردانيا، وكذلك مقاطعة بروفنس من خلال زواجه من دوس الأولى، كونتيسة بروفانس. أصبحت الكنيسة الكاتالونية، من جانبها، مستقلة عن أسقفية أربونة عن طريق إعادة رؤية رئيس الاساقفه في تاراغونا (1118) في عام 1137 تم إنشاء تاج أرغون من خلال زواج الملكة بيترونيلا من أراغون وريموند برانجيه الرابع، كونتنية برشلونة. استعمل رامون بيرينغير الرابع لقب «بارشينونينس» (عدد البرشلونيون) ليكون لقبه الأول و «برينس أراغونسيس» (أمير أراغونيون) ليكون لقبه الثاني، إلى جانب زوجته التي احتفظت بلقب ريجينا («الملكة»). ابنهما ووريثه، ألفونسو الثاني ملك أراغون توحيد اتحاد سلالي مثل ريكس أراغونوم، ويأتي بارشينون وآخرون مارشيو بروفينس («ملك أراغون، وماركيز بروفانس»). احتفظت كاتالونيا وأراغون بحقوقهما التقليدية المميزة، وشخصية كاتالونيا الخاصة بها مع واحدة من البرلمانات الأولى في أوروبا الا وهي الكتل الكاتالونية. بالإضافة إلى ذلك، شهد عهد ريموند برانجيه الرابع الفتح الكاتالوني ل لارده وطرطوشة، واستكمال توحيد جميع الأراضي التي تضم كاتالونيا الحديثة. شملت هذه المنطقة إلى الجنوب من المسيرات الإسبانية التاريخية، والتي أصبحت تعرف باسم كاتالونيا نوفا («كاتالونيا الجديدة») والتي تم إعادة توطينها مع الكاتالونية بحلول نهاية القرن الثاني عشر.

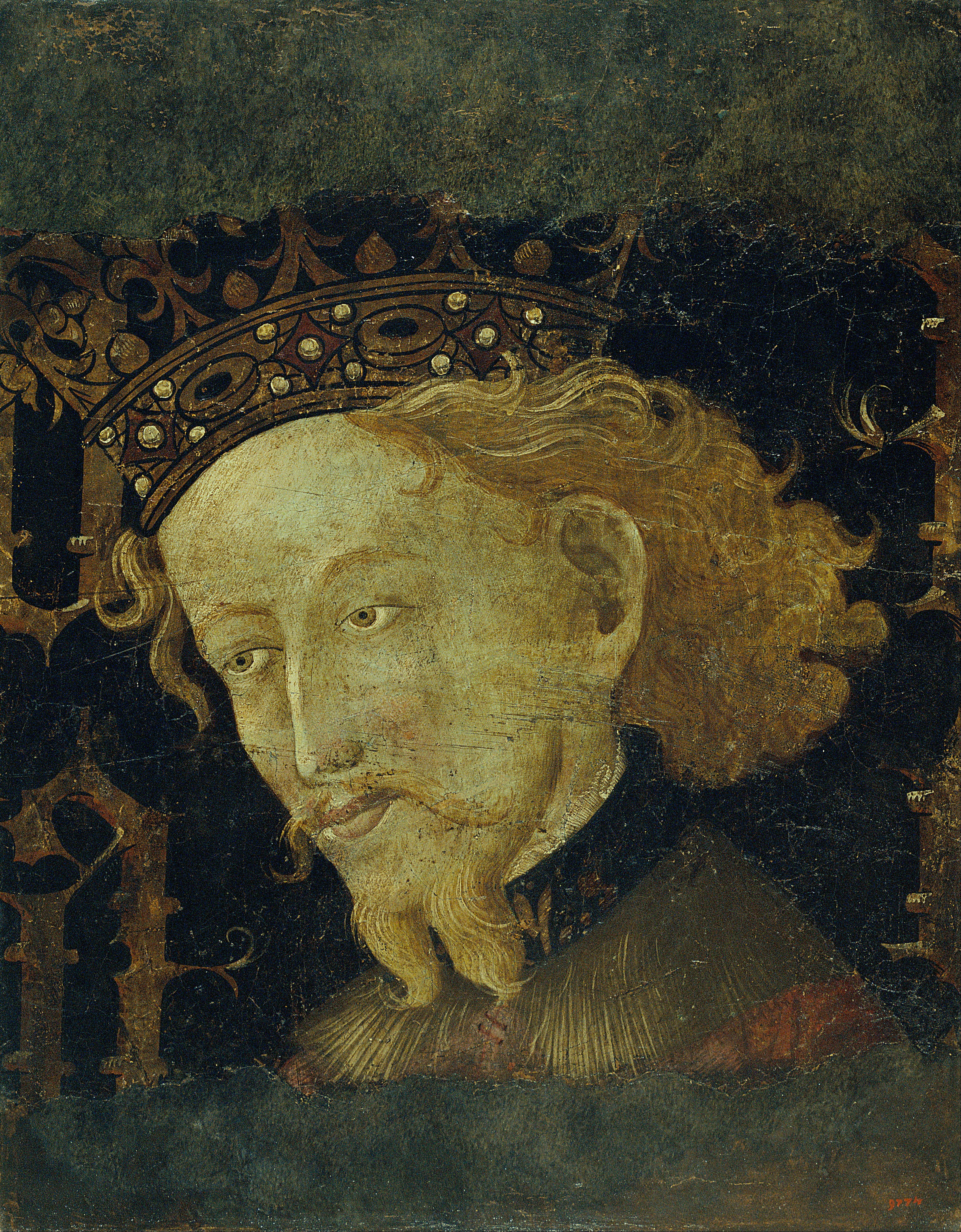
جيمس الأول ملك أراغون

#### التوسع
أصبحت كاتالونيا قاعدة للقوة البحرية في جزيرة أراغون، التي هيمنت على إمبراطورية بحرية امتدت عبر غرب البحر المتوسط بعد فتح فالنسيا وجزر الباليار وسردينيا وانضمام ملوك أراغون في صقلية. شهدت هذه الفترة زيادة كبيرة في التجارة البحرية في الموانئ الكاتالانية، لا سيما من مدينة برشلونة الرائدة في أراغون، برشلونة. في نهاية القرن الثاني عشر، حددت سلسلة من المواثيق بين تيجان أراغون وقشتالة المناطق التي يحاول كل منهما التغلب عليها من الممالك المسلمة («ريكونكويستا») - إلى الشرق، في عام 1213 - حيث وضعت هزيمة وموت بطرس الثاني من أراغون («بطرس الكاثوليك») في معركة موريت نهاية لمشروع تعزيز نفوذ أراغون وسلطتها على بروفانس، ولم يعيد جيمس الأول خليفته من أراغون سلطته بالكامل حتى عام 1227، لكن بمجرد أن عزز عالمه الموروث، بدأ سلسلة من الفتوحات الجديدة. في على مدار ربع القرن القادم، سيحتل مايوركا وفالنسيا، حيث أصبحت هذه الأخيرة دولة جديدة، وهي مملكة ثالثة مرتبطة بتاج أراغون، وكان لها محكمة خاصة بها وقانون جديد (قانون القوانين)، في المقابل، ترك أراضي مايوركا جنبا إلى جنب مع مقاطعات سيردانيا وفالسبير وكابتشر وروسيون ومدينة مونبلييه كمملكة لابنه جيمس الثاني ملك مايوركا كمملكة مايوركا. بدأ هذا التقسيم فترة نضالية انتهت بضمّ تلك المملكة من قبل تاج أراغون عام 1344 بواسطة بيتر الرابع «الاحتفالي». شهدت إمارة كاتالونيا فترة ازدهار في نهاية القرن الثالث عشر وبداية القرن الرابع عشر حيث زاد السكان وتوسعت الثقافة الكاتالانية في جزر غرب البحر الأبيض المتوسط. شمل عهد بيتر الثالث أراغون («العظيم») غزو صقلية والدفاع الناجح ضد حملة صليبية فرنسية. ابنه وخليفته ألفونسو («السخي») غزا مينوركا، وغزا سيردينيا ابن بطرس الثاني جيمس الثاني، الذي انضم للمرة الأولى إلى عرش صقلية ثم خلف أخيه الأكبر كملك أراغون في عهد جيمس الثاني، وكانت كاتالونيا مركز إمبراطورية أراغون المزدهرة. في الوقت نفسه، طورت إمارة كاتالونيا نظامًا مؤسسيًا وسياسيًا معقدًا قائمًا في مفهوم الميثاق بين عقارات الملك والملك. كان لا بد من اعتماد القوانين في المحكمة العامة لكاتالونيا، وهي إحدى الهيئات البرلمانية الأولى في أوروبا التي منعت السلطة الملكية من إصدار تشريع أحادي منذ عام 1283. كانت المحاكم تتألف من ثلاث عقارات، ويرأسها ملك أراغون، وثم إقرار الدساتير، التي خلقت مجموعة من حقوق المواطنة في الإمارة، من أجل جمع الضرائب العامة . أنشأت محاكم عام 1359 تمثيلاً دائماً للنواب، أطلق عليه اسم «انتداب الجنرال» ولاحقاً يُعرف باسم حكومة كتالونيا، والذي اكتسب قوة سياسية مهمة في القرون التالية.

شهد الربع الثاني من القرن الرابع عشر تغيّرات حاسمة في كاتالونيا، تميزت بسلسلة من الكوارث الطبيعية، والأزمات الديموغرافية، والركود، وانحدار الاقتصاد الكتلاني، وصعود التوترات الاجتماعية. كان عهد بيتر ذا سيرمونيوس وقت حرب: ضم مايوركا، قمع تمرد في سردينيا ، تمرد من قبل نقابيين من أراغون (ذلك الفصيل الذي كان يرغب في إضفاء امتيازات كاتالونية محلية لصالح مملكة أراغونية أكثر مركزية ، وحرب أراغونية-القشتالية. لقد خلقت هذه الحروب وضعاً مالياً حساساً ، في إطار من الأزمة الديموغرافية والاقتصادية ، التي أضيفت بعد جيل من أزمة الخلافة نتجت عن وفاة مارتن الأول في عام 1410 دون حفيد أو خليفة مسمى. تطورت فترة خلو العرش لمدة عامين لصالح مرشح من سلالة تراساتامارا القشتالية ، فرديناند من أنتيكويرا ، الذي تم تسميته بعد مصالحة كاسبي (1412) أراغون فرديناند .

تاج أراغون خلال القرن الخامس عشر

عزز خليفته فرديناند ، ألفونسو الخامس («الجهنم»)، مرحلة جديدة من التوسع الأراغوني ، هذه المرة على مدينة نابولي ، التي اكتسب خلالها أخيراً السيادة في عام 1443. ومع ذلك في الوقت نفسه ، تفاقم الأزمة الاجتماعية في إمارة كاتالونيا ، سواء في الريف أو في المدن. كانت نتيجة هذه الصراعات هي تمرد «الريمنسا» عام 1462، وهو تمرد الفلاحين ضد الضغوط الأسرية ، مما أدى إلى حرب أهلية دامت عشر سنوات تركت البلاد منهكة. لم يصل نزاع «الريمنسا» إلى أي نتيجة نهائية ، ومن عام 1493 ضمت فرنسا رسميًا مقاطعتي روسيلون وسيردينيا ، التي احتلتها أثناء النزاع. أخيراً ، قام فرديناند الثاني من أراغون («فرديناند الكاثوليكي») بحلّ المظالم الرئيسية للزمالة مع هيئة التحكيم في غوادالوبي في عام 1486، وهي مؤسسات كاتالونية تم إصلاحها بشكل عميق ، وتم استردادها دون حرب ف المقاطعات الشمالية الكتالونية ، وزيادة المشاركة النشطة ف إيطاليا.
في عام 1481، وافقت المحاكم الكتالونية علي دستور الاحتفال ، التي أسست تقديم السلطة الملكية لقوانين إمارة كاتالونيا.

#### اتحاد تاج أراغون مع تاج قشتالة
جلبت فرديناند في 1469 زواجا من إيزابيلا الأولى من قشتالة حول اتحاد سلالة من تاج أراغون مع قشتالة. بعد 1512 في مملكة نافار ، في عام تم اعتماد الملكية الرسمية في نظام ملكي واحد في إسبانيا («مملكة الأسبان»، كما كان معروفًا). احتفظت كل مملكة في الملكية بمؤسساتها والحفاظ على محاكمها وقوانينها وإداراتها العامة وانفصال صك العملات.

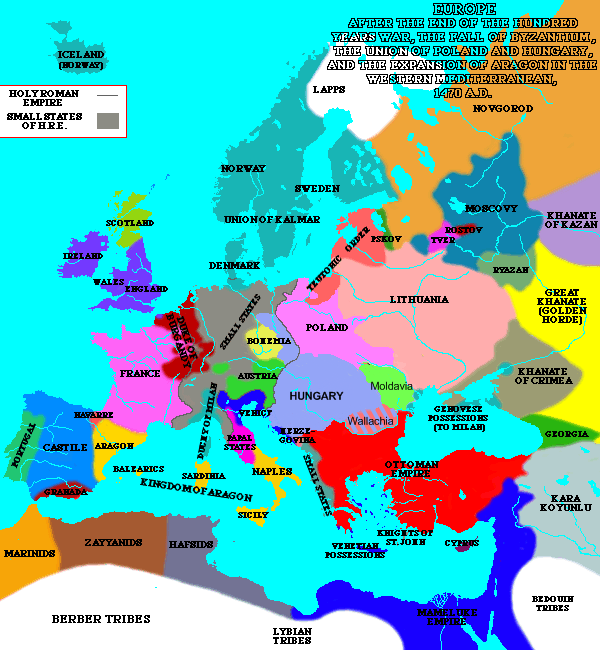
أوروبا في عام 1470. كانت إمارة كاتالونيا جزءًا من تاج أراغون (البرتقالي الفاتح).

عندما قام كريستوفر كولومبس باكتشافه في الأمريكتين خلال رحلة رعتها أسبانيا ، وبدأ في تحويل مركز الجاذبية التجاري والاقتصادي في أوروبا (وتركز طموحات إسبانيا) من البحر الأبيض المتوسط إلى المحيط الأطلسي ، مما أدى إلى تقويض أهمية كاتالونيا الاقتصادية والسياسية. ستستمر قوة الأراغونية والكاتالونية في البحر الأبيض المتوسط ، لكن الجهود الرامية إلى تحقيق المزيد من الغزوات الإسبانية في أوروبا نفسها توقفت إلى حد كبير والتوسع البحري في المحيط الأطلسي واستيلاء المناطق في الأمريكتين لم يكن مشروعًا كاتالانيًا. كانت قشتالة وأراغون ولايتين منفصلتين حتى عام 1716 على الرغم من الحكم المشترك وكانت المستعمرات التي أنشئت حديثًا في الأمريكتين والمحيط الهادئ قشتالية ، والتي كانت تُلحق بزخارف قشتالة ، حتى عام 1778، أشبيلية ، الميناء الوحيد المصرح به للتجارة في أمريكا ، وحتى الاتحاد الكاتالوني ، كمواضيع لتاج أراغون ، ليس له الحق في التجارة مباشرة مع الأمريكتين الخاضعة للحكم القشتالي.